# Lettonie au Concours Eurovision de la chanson 2025
La Lettonie est l'un des trente-sept pays participants du Concours Eurovision de la chanson 2025, qui se tient du 13 au 17 mai 2025 à Bâle en Suisse.

Le pays est représenté par le groupe Tautumeitas, avec sa chanson Bur man laimi.

## Sélection
Le 20 juin 2024, les députés de la Saeima ont rejeté une initiative citoyenne visant à suspendre la participation du pays à l'Eurovision, et à réattribuer les fonds utilisés vers les sports. La Lettonie confirme donc sa participation à l'Eurovision 2025 le 16 juillet. Elle confirme ensuite le 24 juillet la reconduction de Supernova, la sélection nationale pour le Concours, qui sera donc utilisée pour la dixième fois.

### Format
Supernova consiste cette année en deux émissions: une demi-finale à laquelle toutes les chansons en lice participent, puis une finale, à laquelle participent les dix chansons qualifiées lors de la demi-finale.
Les votes sont déterminés à 50% par un jury d'experts et à 50% par les votes du public, qui tranchera en cas d'égalité. Lors de la demi-finale, le jury se réserve le droit de repêcher une chanson non-qualifiée, sous la forme d'une wildcard.
Les animateurs des deux émissions sont Ketija Šēnberga et Lauris Reiniks.

### Participants
La période de candidatures a démarré le 20 août 2024 et s'est terminée le 21 octobre. 96 chansons ont ainsi été soumises à LTV. La liste des participants est révélée par LTV le 20 novembre 2024, et les chansons sortent le 4 décembre.
| Artiste              | Titre                  | Langue          | Auteur(s) |
| -------------------- | ---------------------- | --------------- | --- |
| Adelina              | Electric Love          | Anglais         | Adelina Jurevica, Nicolas Jirahos                                                                                                   |
| Bel Tempo & Legzdina | The Water              | Anglais         | Andis Ansons, Elīza Legzdiņa, Jūlijs Melngailis                                                                                     |
| Chris Noah           | Romance isn't Dead     | Anglais         | Kristoffer Harris, Krists Indrišonoks                                                                                               |
| Citi Zēni            | Ramtai                 | Letton          | Dagnis Roziņš, Emmy Kristine Guttulsud Kristiansen, Jānis Pētersons, Mikus Frišfelds, Oscar Immanuel Mathisen, Toms Jēkabs Kagainis |
| Emilija              | Heartbeat              | Anglais         | Emilija Bērziņa, Kaiya Campbell, Niels Sakko                                                                                        |
| Grēta                | Monster                | Anglais         | Emma Gale, Grēta Grantiņa, Jēkabs Ludvigs Kalmanis, Kristaps Ērglis, Simon Davis                                                    |
| Julianna             | Something in the Water | Anglais         | Julianna Tīruma |
| Justs                | Fit Right              | Anglais         | Aluel Ayok-Loewenberg, Justs Sirmais, Oskars Uhans, Rūdolfs Budze                                                                   |
| Katrīna Gupalo       | Scarlett Challenger    | Anglais         | Edgars Vilcāns, Katrīna Gupalo |
| KoBra                | Zelts                  | Letton          | Katrīna Kovaļuka, Krišjānis Brasliņš                                                                                                |
| Luka                 | Stronger               | Anglais         | Elizabete Lukaševiča, Kaspars Ansons, Philippus Jacob Kumerling                                                                     |
| Markus Riva          | Bigger than This       | Anglais         | Markus Riva, Roman Nepomiashchyi |
| Marta                | Lovable                | Anglais         | Jānis Jačmenkins, Joel Werner, Marta Grigale, Michaela Stridbeck, Reinis Straume                                                    |
| Palú                 | Delusional             | Anglais         | Jorens Daugulis, Olga Palušin, Roberts Memmēns                                                                                      |
| Rūta Dūduma          | Chemical               | Anglais         | Jēkabs Ludvigs Kalmanis, Rūta Dūduma-Ķirse, Tilde Wall                                                                              |
| Sinerģija            | Bound By The Light     | Anglais, letton | Madara Fogelmane |
| Tautumeitas          | Bur man laimi          | Letton          | Asnate Rancāne, Aurēlija Rancāne, Elvis Lintiņš, Gabriēla Zvaigznīte, Laura Līcīte                                                  |
| Tepat                | Sadzejot               | Letton          | Andris Žabris, Eduards Bariss, Enriko Luiss Korvisons-Rohass, Krišjānis Laizāns, Matīss Barons, Madara Dzene                        |
| The Ludvig           | Līgo                   | Anglais, letton | Ārijs Šķepasts, Jānis Ķirsis, Jēkabs Kalmanis                                                                                       |
| Toms Kalderauskis    | Domāju, tu nāc         | Letton          | Kate Elpo, Toms Kalderauskis |

Grēta se retire de la compétition le 28 janvier 2025, pour des raisons de santé. Elle n'est pas remplacée, la sélection poursuit son cours avec les dix-neuf chansons restantes.

### Déroulement

#### Demi-finale
La demi-finale s'est déroulée le samedi 1er février 2025. Les dix-neuf chansons en lice y participent; dix d'entre elles se qualifient.
- Chanson qualifiée

| Ordre | Artiste              | Titre                  | Résultat   |
| ----- | -------------------- | ---------------------- | ---------- |
| 1     | Marta                | Lovable                | Éliminée   |
| 2     | Tepat                | Sadzejot               | Qualifiée  |
| 3     | Justs                | Fit Right              | Éliminé    |
| 4     | KoBra                | Zelts                  | Éliminés   |
| 5     | Adelina              | Electric Love          | Éliminée   |
| 6     | Citi Zēni            | Ramtai                 | Qualifiés  |
| 7     | Emilija              | Heartbeat              | Qualifiée  |
| 8     | Bel Tempo & Legzdina | The Water              | Qualifiés  |
| 9     | Palú                 | Delusional             | Qualifiée  |
| 10    | The Ludvig           | Līgo                   | Qualifié   |
| 11    | Luka                 | Stronger               | Éliminée   |
| 12    | Chris Noah           | Romance isn't Dead     | Qualifiée  |
| 13    | Toms Kalderauskis    | Domāju, tu nāc         | Éliminé    |
| 14    | Julianna             | Something in the Water | Éliminée   |
| 15    | Tautumeitas          | Bur man laimi          | Qualifiées |
| 16    | Rūta Dūduma          | Chemical               | Éliminée   |
| 17    | Katrīna Gupalo       | Scarlett Challenger    | Éliminée   |
| 18    | Sinerģija            | Bound By The Light     | Qualifiées |
| 19    | Markus Riva          | Bigger than This       | Qualifié   |

### Finale
La finale est diffusée le samedi 8 février 2025. L'entracte est assuré par Aminata Savadogo, qui avait représenté le pays dix ans plus tôt, en 2015.
- Première place
- Deuxième place
- Troisième place
- Dernière place

| Ordre | Artiste              | Titre              | Score      | Score          | Score          | Score | Place |
| Ordre | Artiste              | Titre              | Jury (50%) | Télévote (50%) | Télévote (50%) | Total | Place |
| Ordre | Artiste              | Titre              | Jury (50%) | Voix           | Points         | Total | Place |
| ----- | -------------------- | ------------------ | ---------- | -------------- | -------------- | ----- | ----- |
| 1     | Chris Noah           | Romance isn't Dead | 7          | 27 808         | 7              | 14    | 5     |
| 2     | Palú                 | Delusional         | 4          | 6 309          | 3              | 7     | 7     |
| 3     | Sinerģija            | Bound By The Light | 3          | 6 184          | 2              | 5     | 9     |
| 4     | Citi Zēni            | Ramtai             | 12         | 22 652         | 6              | 18    | 3     |
| 5     | Tepat                | Sadzejot           | 2          | 4 848          | 1              | 3     | 10    |
| 6     | The Ludvig           | Līgo               | 5          | 69 933         | 12             | 17    | 4     |
| 7     | Markus Riva          | Bigger than This   | 1          | 18 927         | 5              | 6     | 8     |
| 8     | Tautumeitas          | Bur man laimi      | 8          | 61 028         | 10             | 18    | 1     |
| 9     | Bel Tempo & Legzdina | The Water          | 6          | 15 047         | 4              | 10    | 6     |
| 10    | Emilija              | Heartbeat          | 10         | 56 577         | 8              | 18    | 2     |

C'est donc le groupe Tautumeitas qui l'emporte à l'issue de la finale, et qui représentera donc la Lettonie sur la scène de l'Eurovision avec la chanson Bur man laimi. C'est donc la deuxième fois que la Lettonie participe au Concours avec une chanson intégralement en letton, la première fois ayant eu lieu en 2004.

## À l'Eurovision
La Lettonie participe à la seconde demi-finale, le jeudi 15 mai 2025, dans la première moitié. Le pays se qualifie pour la finale du 17 mai, finissant 2e avec 130 points, derrière Israël. Lors de la finale, la Lettonie termine 13e avec 158 points, soit le meilleur résultat du pays depuis Aminata Savadogo en 2015 et sa chanson Love Injected, ayant fini 6e.